# Schilling
En schilling er en tidligere østrigsk mønt, som var lig med 100 groschen. Møntheden blev erstattet af euroen.
Den gamle danske møntenhed skilling er på nogle danske mønter stavet Reichbank Schilling.